# John Perry (Politiker)
John Perry (irisch Seán Perry, * 15. August 1956 in Ballymote, County Sligo) ist ein ehemaliger irischer Politiker und Mitglied der Fine Gael.

## Leben
Perry ging in Ballymote zur Schule. 
Bei den Wahlen zum Dáil Éireann 1997 gelang es ihm, für den Wahlkreis Sligo–Leitrim in das irische Unterhaus einzuziehen. Er konnte stets den Sitz verteidigen. Bei der Neuordnung der Wahlkreise 2007 trat er dann im Wahlkreis Sligo–North Leitrim an. 
Am 10. März 2011 wurde Perry Staatsminister im Wirtschaftsministerium für kleine Unternehmen im Kabinett Kenny I. Bei der Umbildung der Regierung verlor er dann seinen Posten am 15. Juli 2014. 
Als er im Jahr 2015 nicht mehr als Kandidat für die Fine Gael aufgestellt werden sollte, verklagte er die Fine Gael vor dem High Court. Im Dezember 2015 erklärte die Führung der Fine Gael, ihn für die Wahlen im Wahlkreis Sligo–Leitrim aufzustellen. Bei der Wahl war er jedoch erfolglos. Als er dann aus der Fine Gael austrat und bei den Wahlen 2020 als Unabhängiger antrat, konnte er ebenfalls nicht reüssieren. Er zog sich aus der Politik zurück.

## Privates
John Perry hat mit seiner Frau Mary einen Sohn. 2013 stritt er vor Gericht mit der Danske Bank um einen Kredit von ca. 2,5 Millionen Euro. Der Vergleich wurde später aufgekündigt, sodass Perry vor der Insolvenz stand.